# Historia Augusta
La Historia Augusta es una colección de biografías escrita en latín de los emperadores romanos y usurpadores del trono que abarca el periodo comprendido entre 117 y 284. Se presenta como la unión de las obras de seis autores diferentes, escritas durante los reinados de Diocleciano y Constantino I. No obstante, la verdadera autoría del texto, la fecha en que se escribió y su propósito han sido durante largo tiempo motivo de debate.

## La obra y su contexto
Los mayores problemas están relacionados con las fuentes utilizadas y con determinar cuánto del contenido de la obra es pura ficción. Obviando estos interrogantes, no exentos de importancia, el escrito ha sido revisado en incontables ocasiones por los historiadores modernos, que se muestran reacios a desechar el único texto que ofrece información acerca de esta época, a pesar de tener la certeza de que contiene información falsa.
El título, Historia Augusta, procede de una edición crítica realizada por Isaac Casaubon (1603) a partir de diversas variantes de textos manuscritos. El título registrado en el manuscrito del Codex Palatinus (escrito en el siglo IX) es Vitae Diversorum Principum et Tyrannorum a Divo Hadriano usque ad Numerianum Diversis compositae / Las vidas de varios emperadores y tiranos desde el divino Adriano hasta Numeriano compuesta por varios autores, y se supone que el trabajo puede haberse llamado originalmente De Vita Caesarum o Vitae Caesarum, con la intención de continuar las Vidas de los doce césares de Suetonio.
No se conoce la difusión que tuvo esta obra en la Antigüedad tardía, pero se han hallado numerosas y extensas citas a la misma en autores de los siglos VI y IX, y los manuscritos utilizados por Casaubon también pertenecían a los siglos IX y X y la editio princeps fue publicada en Milán en 1475. Los seis autores a los que la tradición atribuye la obra son Flavio Vopisco, Elio Espartiano, Julio Capitolino, Volcacio Galicano, Trebelio Polión y Elio Lampridio, y dedicaron sus biografías a Diocleciano, Constantino y otros emperadores, pero está bastante claro que todas ellas fueron escritas hacia principios del siglo IV, muy posiblemente por un único autor. 
El contenido abarca una treintena de vitae o biografías de emperadores, herederos, tiranos y usurpadores desde Adriano (117-138) hasta Carino y Numeriano (283-285). Hay una sección perdida que abarca los reinados de Filipo el Árabe (244-249), Decio (249-251), Treboniano Galo (251-253) y Emiliano (253). En cuanto a Valeriano (253-260), solo se conserva el final de su reinado en todos los manuscritos. Por tanto, existe en la obra una laguna entre los años 244 y 259, aproximadamente. Se afirma que las biografías de Nerva (96-98) y Trajano (98-117) se encontraban al principio de esta obra, aunque también se han perdido. Esta parte podría enlazar la obra como una continuación de Las vidas de los doce césares de Suetonio.
La primera mitad de la Historia Augusta se divide entre cuatro supuestos escritores:
- Elio Espartiano (7 biografías): Adriano, Lucio Elio César, Didio Juliano, Septimio Severo, Pescenio Niger, Caracalla y Geta.
- Julio Capitolino (9 biografías): Antonino Pío, Marco Aurelio, Lucio Vero, Pertinax, Clodio Albino, Macrino, Los Maximinos (Maximino el Tracio y Maximino el Joven), Los Gordianos (I, II y III), y Pupieno Máximo y Balbino.
- Volcacio Galicano (1 biografía): Avidio Casio.
- Elio Lampridio (4 biografías): Cómodo, Diadumeniano, Heliogábalo y Alejandro Severo.

De estos cuatro, Espartiano y Galicano afirmaban estar escribiendo una serie completa de biografías imperiales desde Julio César en adelante, mientras que Lampridio declara la intención de escribir una colección de biografías incluyendo a los Gordianos, Claudio II, Aureliano, Diocleciano, Maximiano y los cuatro rivales de Constantino. Capitolino también parece haber escrito más biografías que las que se encuentran en la Historia Augusta.
La segunda mitad de la Historia Augusta se divide entre dos supuestos escritores. A diferencia de la primera mitad, los emperadores de esta sección están en orden cronológico y repartidos casi a la mitad entre ambos:
- Trebelio Polión (4 biografías): Valeriano, Galieno, Los treinta tiranos (usurpadores del siglo III) y Claudio Gótico.
- Flavio Vopisco Siracusano (5 biografías): Aureliano, Tácito, Probo, Los cuatro tiranos (Firmo, Saturnino, Próculo y Bonoso) y Caro, Carino y Numeriano.

Asimismo se ha especulado con la posibilidad de que las lagunas sobre el periodo de mediados del siglo III sean un recurso deliberado del autor o autores para ahorrarse el trabajo de escribir sobre emperadores acerca de los que había muy poco material de referencia disponible.
A pesar de dedicarse libros enteros a usurpadores efímeros, o en algunos casos inexistentes, no hay biografías independientes de los emperadores Quintilo y Floriano, cuyos reinados se encuentran señalados como breves anotaciones al final de las biografías de sus respectivos predecesores, Claudio Gótico y Tácito. Durante casi trescientos años después de la edición de Casaubon, gran parte de la Historia Augusta se consideraba con bastante escepticismo y fue usada por los historiadores como una fuente auténtica; por ejemplo, en el primer volumen de la Historia sobre la decadencia y caída del Imperio Romano de Edward Gibbon.

## El problema de la datación

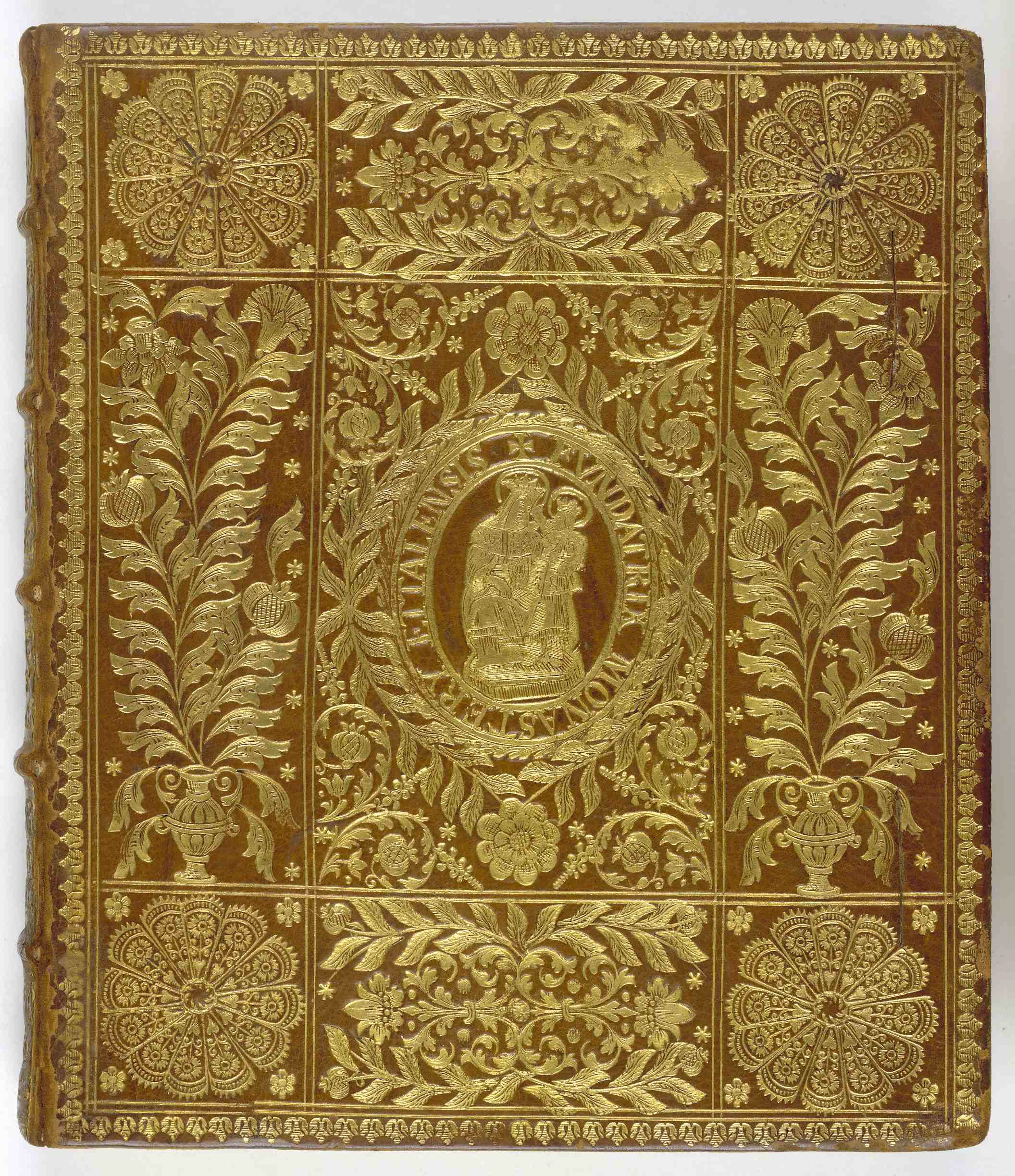
Cubierta de una edición de 1698 de la Historia Augusta del Monasterio de Ettal.

En 1889, Hermann Dessau, quien se había preocupado de forma creciente por la enorme cantidad de términos anacrónicos, vocabulario del latín vulgar y, especialmente, de la existencia de nombres propios obviamente falsos en la obra, propuso que los seis autores eran todos ellos personajes ficticios y que la obra había sido escrita por un solo autor a finales del siglo IV, probablemente durante el reinado de Teodosio I.
Entre las pruebas que apoyaban esta tesis estaba que el relato de la vida de Septimio Severo hacía uso de un pasaje del historiador Aurelio Víctor, de mediados del siglo IV, y que en el relato de la vida de Marco Aurelio se usaba asimismo material escrito por Eutropio. En las décadas siguientes a los trabajos de Dessau, muchos académicos trataron de invalidar estas tesis para preservar al menos a algunos de los seis escritores como autores reales del texto, así como para validar la autenticidad del contenido como fuente. Ya en 1890, Mommsen postuló que el trabajo previamente redactado de estos escritores podría haberse editado durante el reinado de Teodosio, una idea que ha resurgido en muchas ocasiones desde entonces. Otros, como Norman H. Baynes, descartaron la datación de principios del siglo IV, aunque adelantándola tan sólo hasta el reinado de Juliano, lo cual resultaba de utilidad para argüir que la obra había sido creada como propaganda pagana. En las décadas de 1960 y 1970, sin embargo, los argumentos originales de Dessau fueron reafirmados y ampliados por Sir Ronald Syme, quien relacionó tres libros con un solo autor y dató la obra cerca del año 395.
Otros estudios recientes también muestran mucha consistencia en el estilo, y muchos estudiosos aceptan ya la teoría de un único autor de identidad desconocida.  Sin embargo, el análisis estilístico de la obra asistido por ordenador ofrece resultados ambiguos, ya que algunos elementos del estilo son completamente uniformes a lo largo del texto, mientras que otros varían de forma que sugieren una autoría múltiple. Esto podría explicarse por la compilación de porciones del texto a partir de múltiples fuentes.

## Biografías primarias y secundarias
Una característica única de la Historia Augusta es que pretende proporcionar la biografía no solo de los emperadores reinantes, sino también de sus herederos designados o emperadores asociados, así como de los usurpadores que reclamaron sin éxito el poder supremo. De ese modo, entre las biografías del siglo II y principios del siglo III están incluidos el heredero de Adriano, Lucio Elio César, y los usurpadores Avidio Casio, Pescenio Níger y Clodio Albino, el hermano de Caracalla, Geta y el hijo de Macrino, Diadumeniano. Ninguna de estas partes contiene mucha información sólida: todas ellas están repletas de relleno retórico y obvias ficciones. La biografía del colega de Marco Aurelio, Lucio Vero, que Mommsen tildó de «secundaria», es rica, sin embargo, en información aparentemente fidedigna y ha sido confirmada por Syme como perteneciente a la serie «primaria».
Las biografías «secundarias» permiten al autor ejercitarse en la invención libre, sin tener que ceñirse a los meros hechos, y al tiempo que el trabajo se envuelve en estas invenciones, se hace cada vez más elaborado, culminando en hazañas tan virtuosas como la de los Treinta Tiranos, de los que se cuentan que usurparon el trono durante el reinado de Galieno. Además, tras la biografía de Caracalla, las mismas biografías «primarias» de los propios emperadores empezaron a incorporar características retóricas y ficticias que anteriormente se limitaban a las biografías «secundarias». La biografía de Macrino es claramente poco fidedigna, y tras una vuelta parcial a la fiabilidad en Heliogábalo, la vida de Alejandro Severo, una de las biografías más largas de la obra, se desarrolla dentro de una especie de fabulación ejemplar y retórica sobre el rey filósofo. Claramente, las anteriores fuentes del autor habían desaparecido, pero al tiempo se desarrollaba su inventiva. Aun así, hace uso de algunas fuentes reconocibles, como Herodiano hasta 238 y probablemente Dexipo en los últimos libros, y para todo el periodo imperial, la  Enmannsche Kaisergeschichte, pero las biografías son cada vez más meras invenciones con ocasionales trozos de hechos reales incrustados en el texto.

## Traducciones al español y al catalán
Francisco Navarro y Calvo tradujo del latín Escritores de la Historia augusta (Madrid: Viuda de Hernando, 1889 tomos I y II; 1890, tomo III); se reimprimió su traducción en tres volúmenes (Madrid: Sucesores de Hernando, 1919), también en 1964; más reciente es la versión de Vicente Picón y Antonio Cascón (Madrid: Akal, 1989). La traducción al catalán la hizo Jordi Binagui (Barcelona:Edicions de la Magrana, 1999).